# اتحادیه ماگوراگونا
اتحادیه ماگوراگونا (به لاتین: Maguraghona Union) یک منطقهٔ مسکونی در بنگلادش است که در Dumuria Upazila واقع شده‌است.